# Gertrudiskerk (Bergen op Zoom)

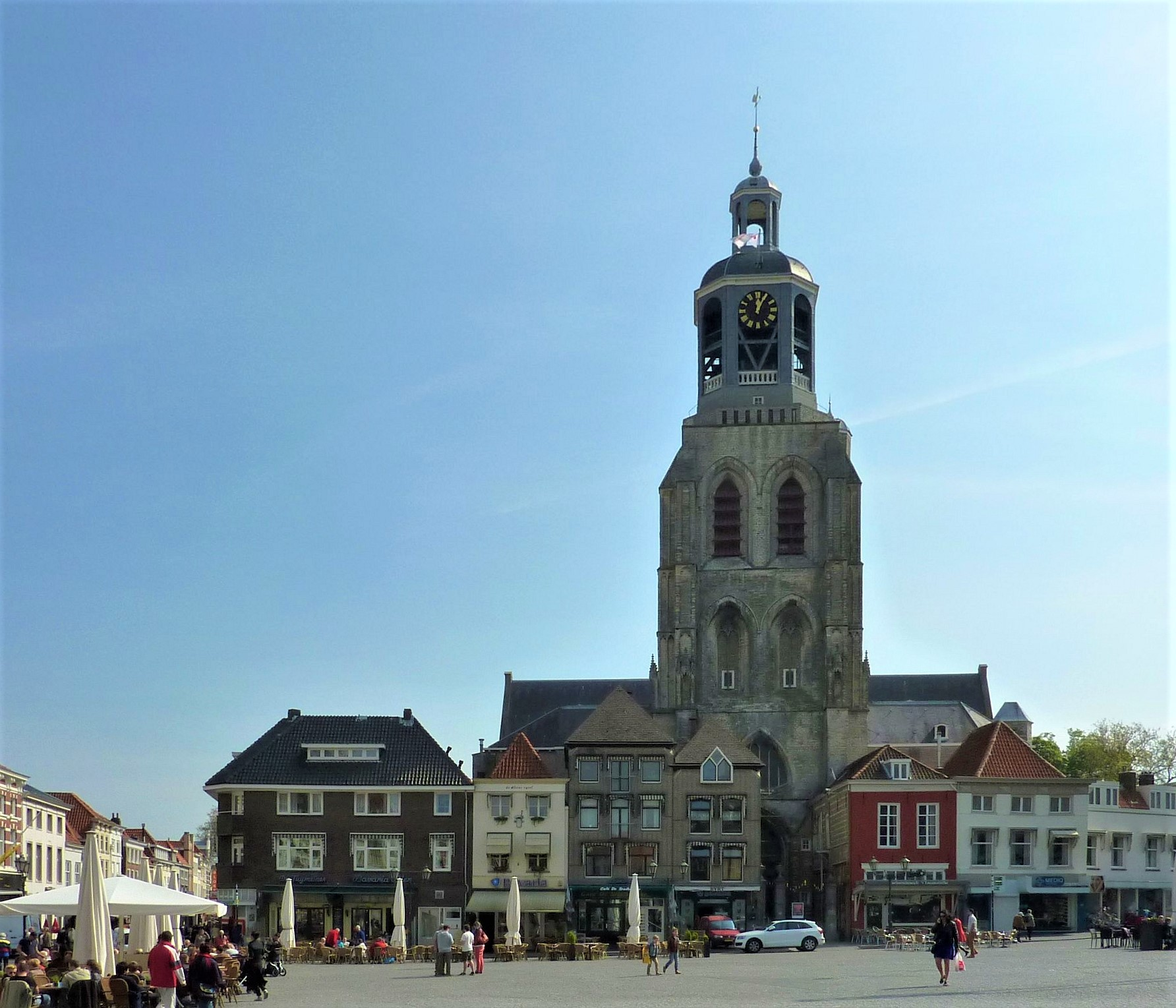
Die Gertrudiskerk in Bergen op Zoom

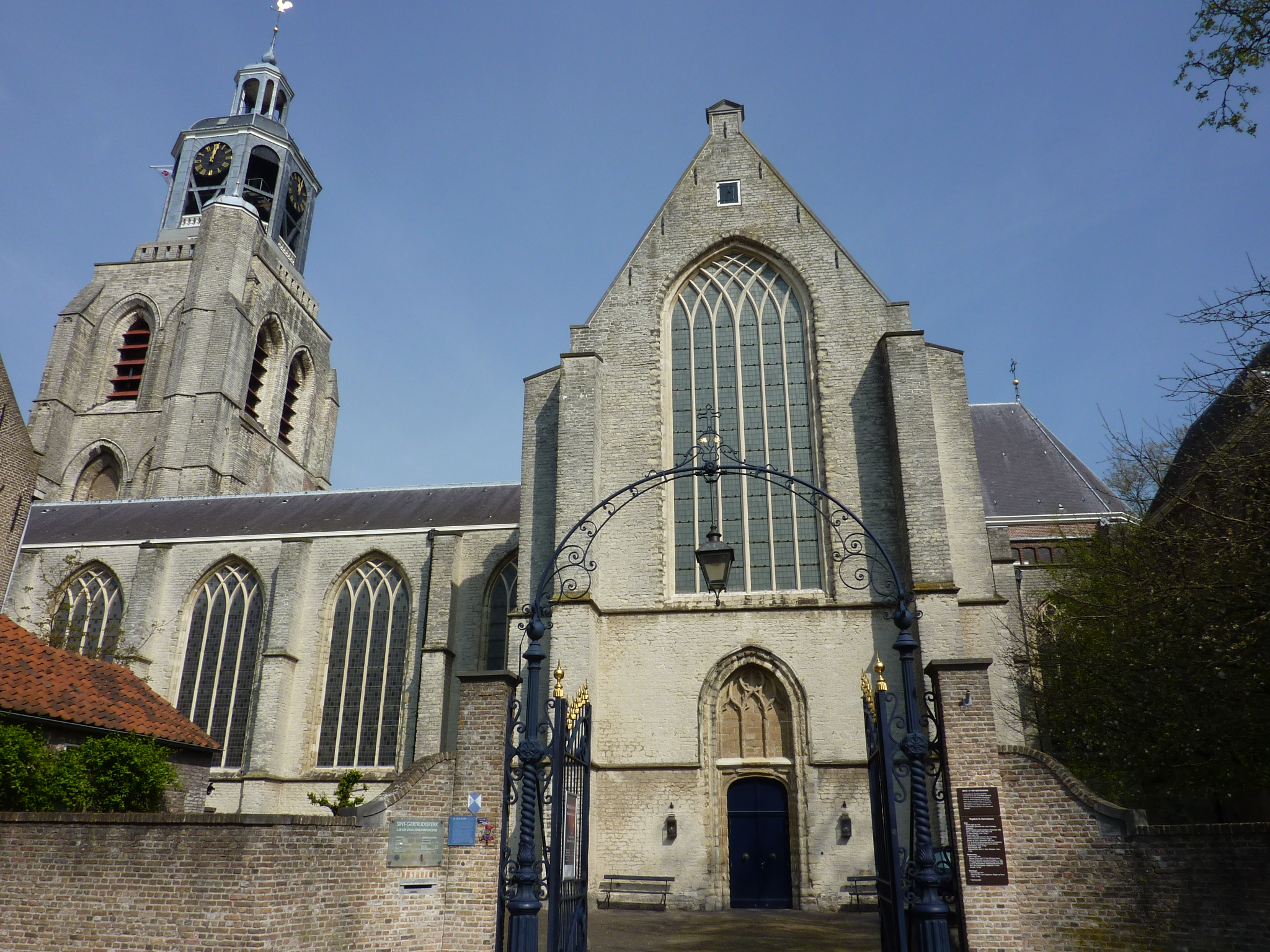
Die Gertrudiskerk von Süden

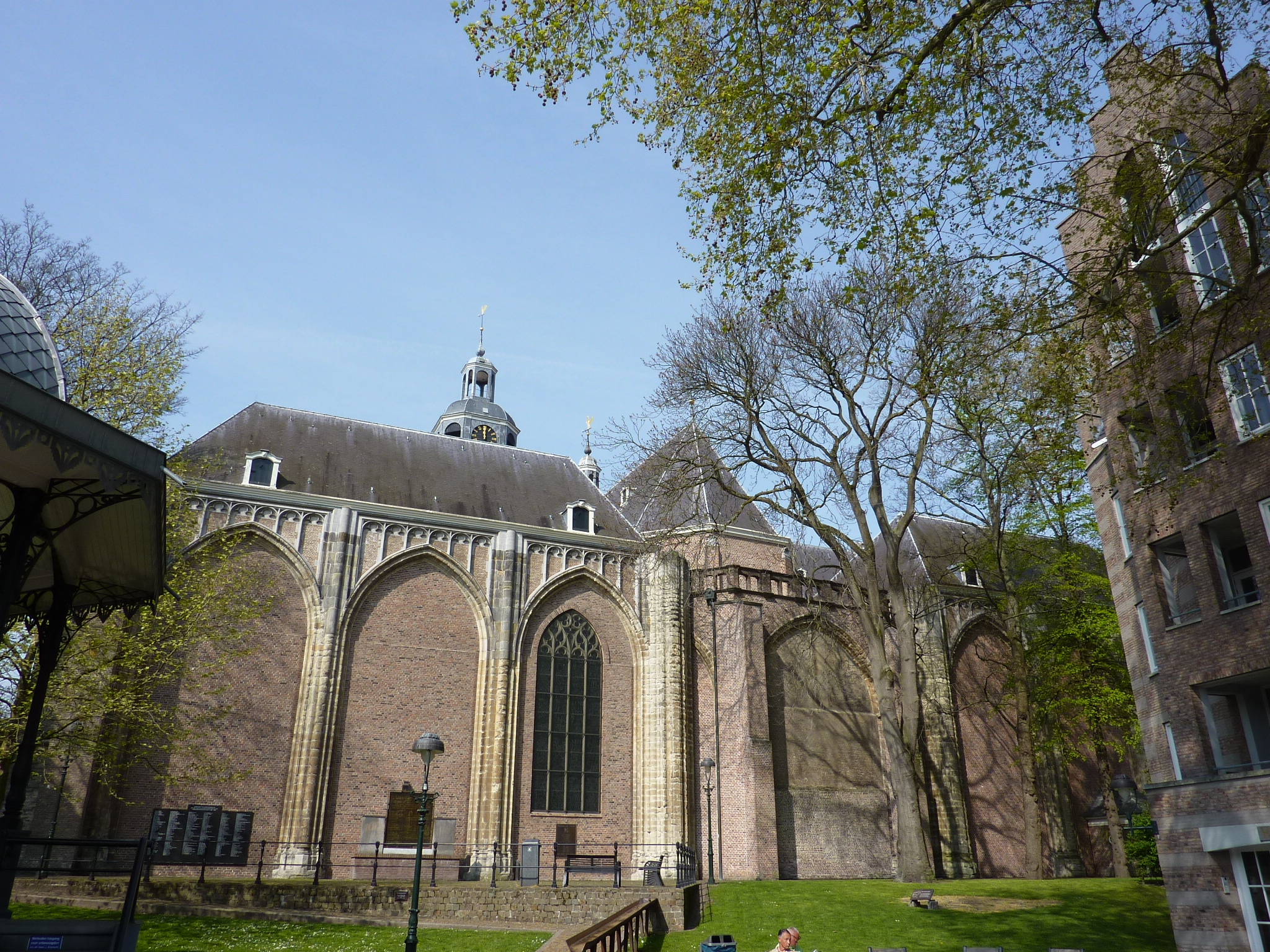
Die Gertrudiskerk von Osten

Die Gertrudiskerk ist eine Simultankirche im Zentrum der niederländischen Stadt Bergen op Zoom.

## Geschichte
Der älteste Teil der Kirche ist der Rumpf des Kirchturms (im Volksmund De Peperbus genannt), der auf etwa 1370 datiert wird und wohl schon zum Vorgängerbau der heutigen Kirche gehörte. Im 15. Jahrhundert wurde ein Umgangschor mit Strahlkapellen im Stil der Brabanter Gotik errichtet. Im Rahmen der reformatorischen Wirren wurde die Kirche 1580 geplündert und diente zeitweilig militärischen Zwecken. 1586 wurde sie für den reformierten Gottesdienst in Gebrauch genommen. Teile der Kirche wurden Ende des 17. Jahrhunderts abgebrochen, das Steinmaterial anschließend für den Festungsbau genutzt. 1747 wurde die Kirche durch französischen Beschuss schwer beschädigt und 1750 in schlichteren Formen wieder aufgebaut. 1966 übertrug die reformierte Gemeinde die Kirche, da sie die Renovierungskosten nicht tragen konnte, an die kommunale Gemeinde. 1972 führte ein Blitzeinschlag zum Brand der Kirche. In den 1980er Jahren wurde das Gebäude renoviert. 
Die Gertrudiskerk dient heute sowohl Katholiken als auch Reformierten für ihre Gottesdienste.

## Orgel

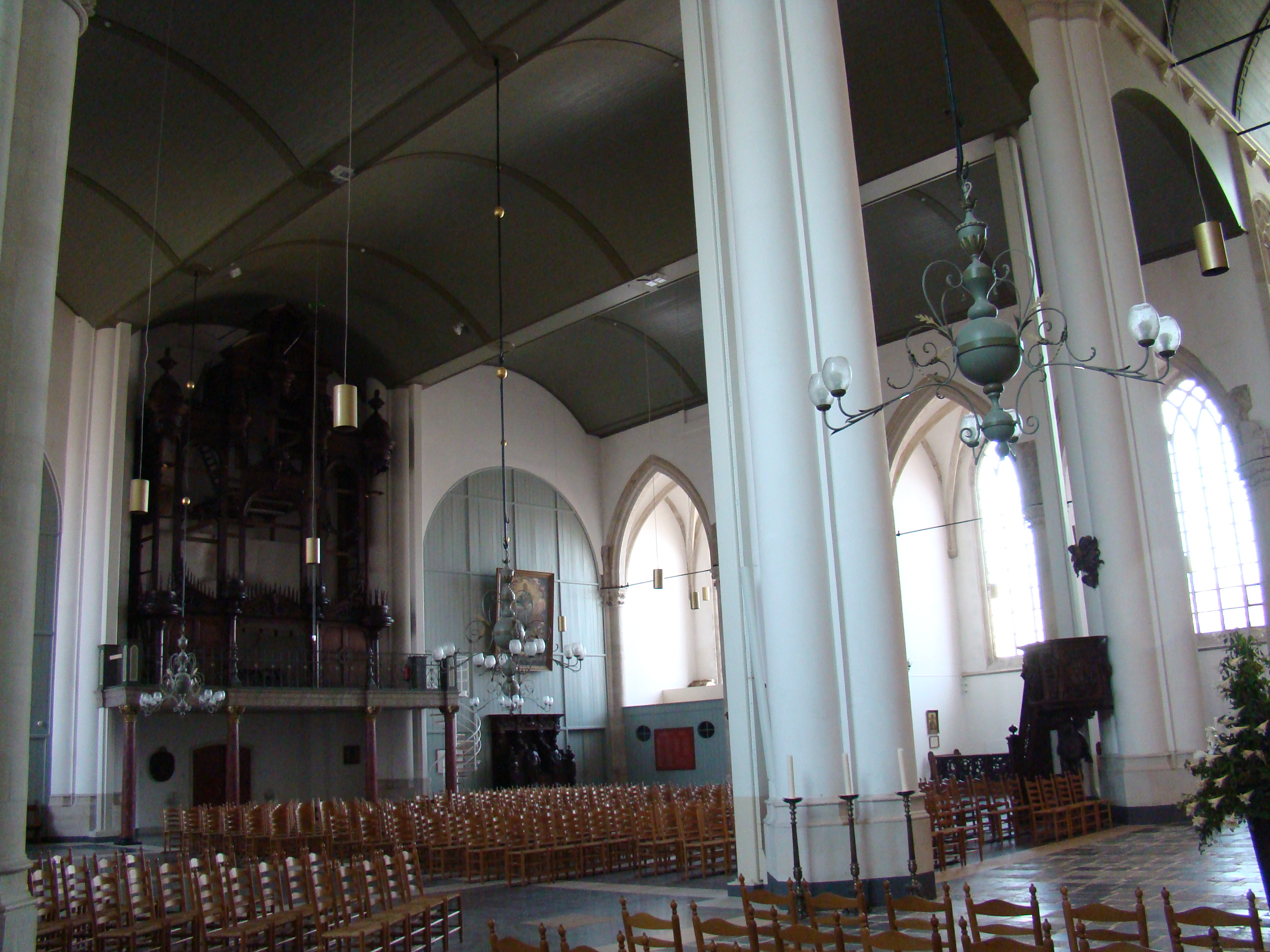
Blick durch den Kirchenraum

Die Orgel wurde 1864 von den Orgelbauern Gebrüdern Ibach (Wuppertal) mit 41 Registern auf drei Manualen und Pedal erbaut, das prächtige Orgelgehäuse war von dem Architekten E.A.J. Cels (Brüssel) entworfen worden. 1914–1915 wurde die Orgel durch die Orgelbaufirma Vermeulen (Weert) auf 25 Register auf zwei Manualen und Pedal verkleinert. Mitte des 20. Jahrhunderts wurde die Disposition entsprechend den damaligen (neobarocken) Klangidealen angepasst. Seit 1997 wurde und wird das Instrument Schritt für Schritt restauriert und in den ursprünglichen Zustand zurückversetzt. Das Schleifladen-Instrument hat heute 42 Register (2417 Pfeifen) auf drei Manualen und Pedal. Die Spiel- und Registertrakturen sind mechanisch.
| I Hauptwerk C–g3 |                |       |
| 1.               | Principal      | 16′   |
| 2.               | Quintatön      | 16′   |
| 3.               | Principal      | 8′    |
| 4.               | Gemshorn       | 8′    |
| 5.               | Gross Gedackt  | 8′    |
| 6.               | Viola da Gamba | 8′    |
| 7.               | Octav          | 4′    |
| 8.               | Hohlflaut      | 4′    |
| 9.               | Quint          | 2 ⁄3′ |
| 10.              | Octav          | 2′    |
| 11.              | Scharff V      | 2′    |
| 12.              | Cornet IV (D)  | 4′    |
| 13.              | Fagott         | 16′   |
| 14.              | Trompete       | 8′    |

| II Positiv C–g3 |             |     |
| 15.             | Bourdun     | 16′ |
| 16.             | Principal   | 8′  |
| 17.             | Bassethorn  | 8′  |
| 18.             | Rohrflaut   | 8′  |
| 19.             | Octav       | 4′  |
| 20.             | Flaut dolce | 4′  |
| 21.             | Flautino    | 2′  |
| 22.             | Mixtur III  | 1′  |
| 23.             | Fagot-Oboë  | 8′  |

| III Schwellwerk C–g3 |                |    |
| 24.                  | Salicional     | 8′ |
| 25.                  | Flaut-Angelica | 8′ |
| 26.                  | Dolce          | 8′ |
| 27.                  | Quintatön      | 8′ |
| 28.                  | Flaut travers  | 4′ |
| 29.                  | Viola          | 4′ |
| 30.                  | Flageolet      | 2′ |
| 31.                  | Euphone        | 8′ |

| Pedalwerk C–d1 |              |        |
| 32.            | Principal    | 16′    |
| 33.            | Subbass      | 16′    |
| 34.            | Violonbass   | 16′    |
| 35.            | Octavbass    | 8′     |
| 36.            | Jubal        | 8′     |
| 37.            | Gedecktbass  | 8′     |
| 38.            | Quintbass    | 5 1⁄3′ |
| 39.            | Octavbass    | 4′     |
| 40.            | Posaunebass  | 16′    |
| 41.            | Trompetebass | 8′     |
| 42.            | Claironbass  | 8′     |

- Koppeln: II/I, III/II, I/P